# Billy Neil
Billy Neil, né le 22 mai 1939 à Airdrie et mort le 22 septembre 2014 à Édimbourg, est un footballeur écossais, qui joua pour les Airdrieonians, Queen's Park Football Club et l'équipe nationale d'Écosse au poste de défenseur central (1,83 m, 76 kg). Neil détient le record du joueur ayant le plus de sélections amateur,,.

## Biographie
Neil évolue au sein de deux clubs, les Airdrieonians de 1956 à 1961, et Queen's Park Football Club de 1961 à 1972. Billy Neil fait partie des 16 joueurs sélectionnés pour disputer le tournoi masculin de football aux Jeux olympiques d'été de 1960 à Rome avec l'équipe de Grande-Bretagne,.